# Nakhiduri
Nakhiduri és una petita ciutat de Geòrgia en el districte de Bolnisi dins la regió Kvemo Kartli. Està situada en la conca del riu Kura.
Nakhiduri fou teatre de dues batalles de gran importància:
- 1407 quan les tribus turcmanes establertes prop del país van començar a fer incursions, i el rei Giorgi VII de Geòrgia els va combatre però va morir en la batalla de Nakhiduri lliurada contra el tàrtars nòmades de Somkhètia.
- 1598, quan els georgians van iniciar la guerra contra els turcs i van atacar Gori que fou capturada. Tblisi estava amenaçada i el sultà otomà va enviar un exèrcit que va acampar al riu Alghuèti, prop de Nakhiduri. Els georgians van presentar combat i van ser derrotats; el rei de Kartli fou capturat i enviat a Istanbul carregat de cadenes.